# Лёд (фильм, 2013)
«Лёд» — полнометражная спортивная драма тверского режиссёра Павла Дроздова о том, как важно быть в команде не только в спорте, но и в повседневной жизни.

## Сюжет
Саша — юный и дерзкий хоккеист. После того как его выгнали из команды, он с матерью-врачом переезжает в другой город. Здесь ему и его матери предстоит не только стать частью своей новой команды, но и построить личную жизнь и найти взаимопонимание.

## В ролях
- Дмитрий Чистяков — Саша
- Елена Соколова — мама Саши
- Александр Морозов — Антон
- Александр Половцев — отец Антона
- Андрей Иванов — тренер молодёжной команды
- Иван Краско — старший тренер
- Александр Крайнов — врач
- Ольга Глушкова — учительница
- Юлия Бедарева — медсестра
- Павел Комаров — Петя
- Сергей Коноплёв — Нефёдов
- Игорь Лебедев — водитель скорой помощи
- Алексей Марков — официант
- Константин Фёдоров — комментатор
- Галина Лебедева — тренер
- Леонид Телешев — певец в ресторане
- Руслан Масюков — певец в клубе
- Александр Евдокимов — директор

## Съёмочная группа
- Сценарий: Павел Дроздов, Леонид Корин, Елена Шонерт
- Режиссёр-постановщик: Павел Дроздов
- Оператор-постановщик: Глеб Климов
- Продюсер: Елена Шонерт, Павел Дроздов
- Художник-постановщик: Ольга Скаковская
- Композитор: Алексей Чинцов
- Монтаж: Денис Бойков, Павел Дроздов
- Звукорежиссёр: Дмитрий Базыкин
- Грим: Елена Борецкая

## Съёмки
- Съёмки фильма проходили в Твери: спорт-комплекс «Юбилейный», городской сад, речной вокзал и др.
- В фильме снимались хоккеисты тверского ХК «Тверские Тигры».

## Награды
- Специальный приз «За фильм, открывающий юношеству мир большого спорта» фестиваля «Человек познающий мир» (2013).
- Лучший художественный фильм — XII Международный кинофестиваль спортивного кино в Красногорске (2014)[1][2].